# Polygrammodes atricosta
Polygrammodes atricosta là một loài bướm đêm trong họ Crambidae.